# Robin Middleton
Robin Julian Middleton (* 8. Februar 1985 in Leeds) ist ein englischer Badmintonspieler, der später für Australien startete.

## Karriere
Robin Middleton gewann 2003 und 2004 fünf Titel bei den englischen Einzelmeisterschaften der Junioren. 2006 siegte er zweifach bei den Czech International gefolgt von einem Sieg bei den Dutch International im darauffolgenden Jahr. 2009 gewann er die Spanish International und den Volant d’Or de Toulouse, 2010 die Swedish International Stockholm.

## Sportliche Erfolge
| Saison | Veranstaltung                             | Disziplin    | Platz | Name                                    |
| ------ | ----------------------------------------- | ------------ | ----- | --------------------------------------- |
| 2003   | England: Einzelmeisterschaft der Junioren | Mixed        | 1     | Robin Middleton / Jenny Day             |
| 2003   | England: Einzelmeisterschaft der Junioren | Herrendoppel | 1     | Robin Middleton / Chris Langridge       |
| 2004   | England: Einzelmeisterschaft der Junioren | Mixed        | 1     | Robin Middleton / Sarah Bok             |
| 2004   | England: Einzelmeisterschaft der Junioren | Herrendoppel | 1     | Robin Middleton / Chris Langridge       |
| 2006   | Czech International                       | Mixed        | 1     | Liza Parker / Robin Middleton           |
| 2006   | Czech International                       | Herrendoppel | 1     | Robert Adcock / Robin Middleton         |
| 2007   | Dutch International                       | Mixed        | 1     | Robin Middleton / Liza Parker           |
| 2007   | Dutch International                       | Herrendoppel | 2     | Robert Adcock / Robin Middleton         |
| 2009   | Spanish International                     | Mixed        | 1     | Robin Middleton / Mariana Agathangelou  |
| 2009   | Volant d’Or de Toulouse                   | Herrendoppel | 1     | Christopher Langridge / Robin Middleton |
| 2010   | Swedish International Stockholm           | Herrendoppel | 1     | Chris Langridge / Robin Middleton       |
| 2010   | Czech International                       | Herrendoppel | 1     | Chris Langridge / Robin Middleton       |
| 2013   | Auckland International                    | Herrendoppel | 1     | Robin Middleton / Ross Smith            |
| 2015   | Sydney International                      | Mixed        | 1     | Robin Middleton / Leanne Choo           |